# Endromis versicolora
La endromis de los sauces (Endromis versicolora) es un especie de lepidóptero ditrisio de la familia Endromidae, el único miembro del género Endromis y el único representante de la familia en Europa.

## Descripción

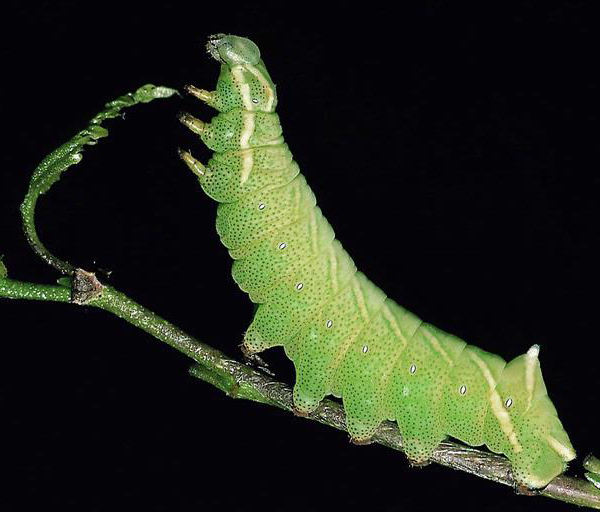
Oruga de Endromis versicolora.

Mariposa con alas anteriores de 30 a 40 mm de longitud, de coloración muy viva, alternando los tonos pardos y ocres, con el dibujo inconfundible de sus alas destacando las tres manchas triangulares blancas, así como los ganchos negros del centro. La hembra es bastante más grande que el macho, siendo éste más oscuro y con antenas muy pectinadas.

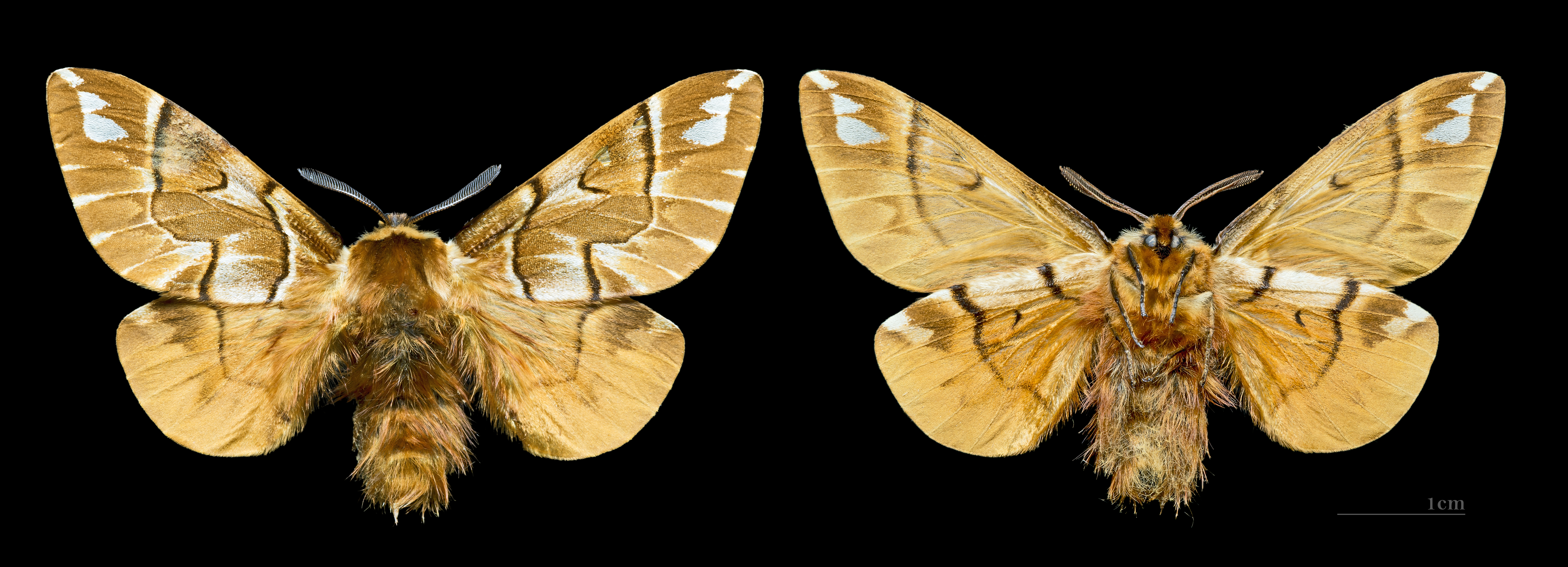
Macho
Hembra

## Distribución
Su presencia está ligada a los biotopos donde crecen abedules. Coloniza principalmente el norte, casi toda Escandinavia y Finlandia. En el sur queda limitada a los sistemas montañosos. En España se la ha observado en la cordillera Cantábrica y los Pirineos occidentales, hasta los 1000 m s. n. m.
Se distribuye ampliamente en Europa, Rusia, Siberia, el lejano Oriente, el Amur, el Cáucaso y Armenia. El área de distribución también incluye China, la región de Amur, Primorye 

## Fase larvaria y época de vuelo
Las pequeñas orugas son de color negro, más tarde adquieren una viva coloración verde, crisalidan en el suelo en un pequeño capullo de seda y tierra, donde permanecen de 1 a 3 años.
En Europa durante toda la primavera, en España desde mediados del invierno a inicios de la primavera. Los machos son de actividad diurna, a diferencia de las hembras que son crepusculares.